# Jacky Morkel
Pour les articles homonymes, voir Morkel.
Pas d'image ? Cliquez ici

a Compétitions nationales et continentales officielles uniquement.

b Matchs officiels uniquement.
Dernière mise à jour le 14 juin 2025.
Jan Willem Hurter Morkel, plus connu comme Jacky Morkel, né le 13 novembre 1890 à Somerset West (Afrique du Sud) et mort le 15 mai 1916 dans la région de Kondoa, est un joueur de rugby à XV qui a joué avec l'équipe d'Afrique du Sud. Il évoluait au poste de centre. Il décède de dysenterie à la suite de la Bataille de Kondoa Irangi (en), bataille de la campagne d'Afrique de l'Est lors de la Première Guerre mondiale.

## Carrière
Il a disputé son premier test match le 23 novembre 1912 contre l'Écosse. Il joua son dernier test match contre les Français le 11 janvier 1913. Il participe au fameux grand Chelem des Springboks contre les nations européennes en 1912-1913 jouant les 5 rencontres. L'Afrique du Sud l'emporte sur l'Écosse 16-0. Il participe ensuite à la victoire contre l'Irlande 38-0 puis à celle sur le pays de Galles 3-0. En 1913 l'Afrique du Sud achève le Grand Chelem en gagnant l'Angleterre 9-3, puis au Bouscat 38-5. Il inscrit 2 essais contre les Irlandais, 1 contre les Anglais, 1 essai et 2 transformations contre les Français. Il a évolué avec la Western Province avec qui il dispute la Currie Cup. 

## Statistiques en équipe nationale
- 5 test matchs avec l'équipe d'Afrique du Sud, 8 victoires, 1 nul
- 4 essais, 2 transformations, 16 points
- Test matchs par année : 3 en 1912, 2 en 1913
- Grand Chelem